# Confederación Mundial de Béisbol y Sóftbol
La Confederación Mundial de Béisbol y Sóftbol (en inglés: World Baseball and Softball Confederation), más conocida por sus siglas en inglés WBSC, es el organismo rector internacional de los deportes de béisbol, sóftbol, béisbol 5 y béisbol para ciegos. Se estableció en 2013 mediante la fusión de la Federación Internacional de Béisbol (IBAF) y la Federación Internacional de Sóftbol (ISF). Bajo la estructura organizativa de la WBSC, la IBAF y la ISF sirven como las divisiones de béisbol y sóftbol de la confederación, respectivamente. Cada división está gobernada por un comité ejecutivo, mientras que la WBSC está gobernada por una junta ejecutiva.
La WBSC cuenta con 208 Federaciones Nacionales miembros en 141 países y territorios de Asia, África, América, Europa y Oceanía. Organizaciones profesionales de béisbol, así como organizaciones juveniles, también forman parte de la WBSC como miembros asociados. Con sede en Pully, Suiza, la WBSC fue reconocida como la única autoridad mundial competente para los deportes de béisbol y sóftbol por el Comité Olímpico Internacional en 2013.
Como organismo rector reconocido del béisbol, el sóftbol y el béisbol 5, la WBSC se encarga de supervisar todas las competiciones internacionales. Posee los derechos exclusivos de todas las competiciones, torneos y campeonatos mundiales con equipos nacionales, incluidos los Juegos Olímpicos, y las federaciones asociadas a la WBSC tienen el derecho de organizar y seleccionar equipos nacionales.
Las conversaciones para fusionar los dos organismos rectores mundiales separados para los deportes de béisbol y sóftbol fueron provocadas por un Memorando de Entendimiento que vio a los líderes de béisbol y sóftbol acordar formar una oferta conjunta para ser agregados al programa deportivo de los Juegos Olímpicos de 2020. El béisbol y el sóftbol fueron eliminados del programa olímpico de verano de 2012 y estaban programados para ser reincorporados para los Juegos Olímpicos de 2020, pero los Juegos Olímpicos de 2020 se retrasaron debido a la pandemia de COVID-19. En agosto de 2021, el Comité Olímpico Internacional anunció que el béisbol y el sóftbol no serían parte de los Juegos Olímpicos de París 2024. El béisbol 5 todavía está programado para aparecer en los Juegos Olímpicos de la Juventud 2026.

## Historia
Tras la exclusión del béisbol y el sóftbol de los Juegos Olímpicos de Verano de 2005, el COI reclasificó el béisbol y el sóftbol como dos disciplinas del mismo deporte. Como la orientación del COI indicaba la necesidad de que el béisbol y el sóftbol se consideraran conjuntamente para su reincorporación al programa olímpico, las dos federaciones internacionales independientes emprendieron el camino hacia una fusión total y completa.
En 2012, la Federación Internacional de Béisbol (IBAF) y la Federación Internacional de Sóftbol (ISF) establecieron las bases esenciales para la colaboración y comenzaron a trabajar en una constitución que guiaría la fusión y proporcionaría un marco para la gobernanza, la ética y las operaciones. En un histórico Congreso de la IBAF en Tokio en abril de 2013, la Constitución fue ratificada y, dado que ya había sido aprobada por un grupo de trabajo de la ISF facultado para ello, la WBSC quedó oficialmente formalizada y autorizada.
La creación de una federación única permitió la alineación, fusión y gestión permanente del béisbol y el sóftbol a nivel mundial. La fusión resultó en un impulso inmediato a la gobernanza, la universalidad y la igualdad de género del béisbol y el sóftbol, criterios para un deporte olímpico que son muy valorados por el COI.
En el primer Congreso Mundial de Béisbol y Sóftbol, celebrado en Hammamet, Túnez, el italiano Fraccari fue elegido para un mandato de siete años como primer presidente de la WBSC, junto con una Junta Ejecutiva totalmente elegida.

### Creación de Béisbol 5
En 2017, la WBSC introdujo una tercera disciplina para jugarse a nivel internacional, Béisbol (B5), que es un juego de cinco contra cinco, de cinco entradas, diseñado para jugarse solo con una pelota de goma en un campo pequeño. Está dirigido a comunidades marginadas, además de ofrecer un punto de entrada económico y de ritmo rápido al béisbol y al sóftbol en nuevos lugares alrededor del mundo. La WBSC lo introdujo para alcanzar su objetivo final de tener una comunidad de béisbol y sóftbol de mil millones de personas para 2030. Una diferencia importante entre B5 y el béisbol/sóftbol es que el juego se juega sin lanzador, y el bateador inicia cada jugada con la pelota. Se inspiró en varios juegos callejeros latinoamericanos, como "cuatro esquinas" en Cuba, y se ha jugado en algunos torneos internacionales en América y Europa, además de haberse implementado en algunas escuelas en varios países. Está previsto que aparezca en los Juegos Olímpicos de la Juventud de 2026, y tiene dos Copas Mundiales para jugadores juveniles y sénior que se alternan cada año a partir de 2022, y ambos eventos internacionales se juegan en un formato mixto. La WBSC también planea, como parte de su impulso general en los deportes electrónicos, introducir una versión de videojuego de béisbol 5 en un futuro próximo.

### Sóftbol mixto de lanzamiento lento
La primera Copa Mundial Mixta de Lanzamiento Lento oficial de la WBSC recibió luz verde el 9 de junio de 2022, durante una reunión de la Junta Ejecutiva de la WBSC en Pully, Suiza. Iba a celebrarse en Guadalajara, México, en diciembre de 2023, pero se canceló en octubre de 2023 debido a dificultades logísticas.

## Objetivos
Los objetivos de la confederación, estipulados en el artículo 4 de sus estatutos son los siguientes:
- Fomentar el desarrollo de todos los tipos de Béisbol y Softbol en todas las naciones;
- Cumplir plenamente con la Carta Olímpica;
- Promover el deporte limpio, luchar contra el dopaje a través de la prevención y la educación y cumplir con el Código Mundial Antidopaje (WADC);
- Promover y fomentar el desarrollo de relaciones internacionales;
- Adoptar, aprobar, administrar, revisar y hacer cumplir normas y reglamentos uniformes que rijan competiciones de Béisbol y Softbol;
- Organizar Competiciones Olímpicas;
- Asegurar que otras competiciones estén sancionadas por, y cumplen con, los Estatutos y cualquier Código pertinente de las

Divisiones del Béisbol y Sóftbol, y estén abiertos a las Federaciones Nacionales elegibles;
- Resolver cualquier disputa que pueda surgir entre dos, varias o que involucre a Federaciones Nacionales miembro que sean dirigidas a la WBSC por una parte interesada, y estipular el reconocimiento y la aplicación uniforme de medidas disciplinarias;
- Establecer, organizar y administrar los programas de formación, capacitación y desarrollo para jugadores/as, gestores, entrenadores/as, mánagers, árbitros, anotadores y técnicos;
- Establecer, recolectar o hacer que se recolecten y aprobar y salvaguardar estadísticas, recopilaciones estadísticas y récords para su acceso a través de su página web y demás;
- Reconocer de forma adecuada las contribuciones de las personas involucradas en el sóftbol y el béisbol;
- Cooperar con el COI y el Movimiento Olímpico para promover, implementar y lograr estos objetivos, y para preservar y garantizar los intereses de la WBSC y sus Federaciones Nacionales miembro, y apoyar y salvaguardar los ideales del Movimiento Olímpico en todos los aspectos del sóftbol y el béisbol;
- Llevar a cabo otras actividades que puedan ser deseadas para promover el deporte del sóftbol y béisbol.

## Organización
Los órganos nacionales que regulen el béisbol y el sóftbol, ya sea de manera conjunta o separada, son elegibles para ser miembro de la WBSC. Además, la confederación se compone de cinco regiones mundiales distribuidas en África, Asia, América (Norte, Centro, el Caribe y América del Sur), Europa y Oceanía. Cada una puede organizarse por confederaciones regionales o independientes para el béisbol y el sóftbol.
A continuación las naciones con federaciones nacionales que son parte de la WBSC: Béisbol (B), Softbol (S)
| Confederación          | Región  | Año  | M  | Sede                  | Presidente      |
| ---------------------- | ------- | ---- | -- | --------------------- | --------------- |
| WBSC Africa (ABSA)     | África  | 1990 | 28 | Minna, Nigeria        | Ishola Williams |
| WBSC Américas (COPABE) | América | 1985 | 58 | Miami, Estados Unidos | Aracelis León   |
| WBSC Asia (BFA)        | Asia    | 1954 | 34 | Xinyi, Taiwán         | Jeffrey Jr. Koo |
| WBSC Europa (CEB)      | Europa  | 1953 | 54 | Lausana, Suiza        | Krunoslav Karin |
| WBSC Oceanía (BCO)     | Oceanía | 1989 | 24 | Melbourne, Australia  | Robert Steffy   |

## Presidentes
| #    | Nombre                  | Nacionalidad          | Período   | Organización |
| ---- | ----------------------- | --------------------- | --------- | ------------ |
| 1.º  | Leslie Mann             | Estados Unidos        | 1938-1939 | IBF          |
| 2.º  | Jaime Mariné            | Cuba                  | 1940-1943 | IBF          |
| 3.º  | Jorge Reyes             | México                | 1944-1945 | FIBA         |
| 4.º  | Pablo Morales           | Venezuela             | 1946-1947 | FIBA         |
| 5.º  | Chale Pereira           | Nicaragua             | 1948-1950 | FIBA         |
| —    | Pablo Morales           | Venezuela             | 1951-1952 | FIBA         |
| 6.º  | Carlos Manuel Zecca     | Costa Rica            | 1953-1968 | FIBA         |
| 7.º  | Juan Isa                | Antillas Neerlandesas | 1969-1975 | FIBA         |
| —    | William Fehring         | Estados Unidos        | 1973-1974 | FEMBA        |
| —    | Carlos García Solórzano | Nicaragua             | 1975      | FEMBA        |
| 8.º  | Manuel González Guerra  | Cuba                  | 1976-1979 | AINBA        |
| —    | Carlos García Solórzano | Nicaragua             | 1980-1981 | FEMBA        |
| 9.º  | Robert Smith            | Estados Unidos        | 1981-1993 | IBAF         |
| 10.º | Aldo Notari             | Italia                | 1993-2006 | IBAF         |
| 11.º | Harvey Schiller         | Estados Unidos        | 2007-2009 | IBAF         |
| 12.º | Riccardo Fraccari       | Italia                | 2009-Act. | WBSC         |

## Torneos
| Torneo                                  | Última edición          | Campeón vigente       |
| Selecciones absolutas                   | Selecciones absolutas   | Selecciones absolutas |
| --------------------------------------- | ----------------------- | --------------------- |
| Clásico Mundial de Béisbol              | Miami 2023              | Japón                 |
| Copa Mundial de Béisbol Femenino        | Thunder Bay 2024        | Japón                 |
| WBSC Premier 12                         | Tokio 2024              | China Taipéi          |
| Torneo Olímpico de Béisbol              | Tokio 2020              | Japón                 |
| Selecciones juveniles                   |                         |                       |
| Copa Mundial de Béisbol Sub-23          | Shaoxing 2024           | Japón                 |
| Copa Mundial de Béisbol Sub-18          | Taipéi 2023             | Japón                 |
| Copa Mundial de Béisbol Sub-15          | Colombia 2024           | Japón                 |
| Copa Mundial de Béisbol Sub-12          | Tainan 2023             | Estados Unidos        |
| Sóftbol                                 |                         |                       |
| Copa Mundial de Sóftbol                 | Auckland 2022           | Australia             |
| Copa Mundial de Sóftbol Femenino        | Castions di Strada 2024 | Japón                 |
| Torneo Olímpico de Sóftbol              | Tokio 2020              | Japón                 |
| Copa Mundial de Sóftbol Sub-23          | Paraná 2023             | Australia             |
| Copa Mundial de Sóftbol Sub-18          | Hermosillo 2023         | Japón                 |
| Copa Mundial de Sóftbol Femenino Sub-18 | Lima 2021               | Estados Unidos        |
| Copa Mundial de Sóftbol Femenino Sub-15 | Tokio 2023              | Estados Unidos        |
| Copa Mundial de Sóftbol Sub-12          | Taiwán 2021             | China Taipéi          |
| Béisbol 5                               |                         |                       |
| Copa Mundial de Béisbol 5               | Hong Kong 2024          | Cuba                  |
| Copa Mundial Juvenil de Béisbol 5       | Ankara 2023             | Cuba                  |
| Torneo Olímpico de Béisbol 5            | Dakar 2026              |                       |

### Torneos extintos
| Torneo                          | Último campeón                  | Más campeonatos                 |
| Torneos extintos de selecciones | Torneos extintos de selecciones | Torneos extintos de selecciones |
| ------------------------------- | ------------------------------- | ------------------------------- |
| Copa Mundial de Béisbol         | Países Bajos                    | Cuba (25)                       |
| Copa Intercontinental           | Cuba                            | Cuba (11)                       |

## Ranking mundial WBSC
El ranking mundial de la WBSC es un sistema de clasificación de las selecciones de béisbol masculino pertenecientes a la Confederación Mundial de Béisbol y Sóftbol, sirve también para definir los participantes del WBSC Premier 12.
Cabe destacar que el ranking incluye también las 4 categorías menores (Sub-12, Sub-15, Sub-18 y Sub-23).
La metodología y el cálculo del ranking se basa en la actuación de las selecciones nacionales en los últimos 3 años.

### Béisbol Masculino
Actualizado Junio 2023
| N.º  | V             | Selección            | Puntos |
| ---- | ------------- | -------------------- | ------ |
| 1.°  | Sin cambios   | Japón                | 5323   |
| 2.°  | Crecimiento   | Estados Unidos       | 4402   |
| 3.°  | Crecimiento   | México               | 4130   |
| 4.°  | Decrecimiento | China Taipéi         | 4061   |
| 5.°  | Decrecimiento | Corea del Sur        | 4049   |
| 6.°  | Sin cambios   | Venezuela            | 3534   |
| 7.°  | Crecimiento   | Cuba                 | 3151   |
| 8.°  | Decrecimiento | Países Bajos         | 3089   |
| 9.°  | Crecimiento   | Australia            | 2600   |
| 10.° | Decrecimiento | República Dominicana | 2415   |
| 11.° | Crecimiento   | Puerto Rico          | 2230   |
| 12.° | Crecimiento   | Italia               | 2017   |
| 13.° | Crecimiento   | Canadá               | 1970   |
| 14.° | Decrecimiento | Panamá               | 1936   |
| 15.° | Decrecimiento | Colombia             | 1826   |
| 16.° | Decrecimiento | República Checa      | 1745   |
| 17.° | Sin cambios   | Nicaragua            | 1334   |
| 18.° | Crecimiento   | Israel               | 1134   |
| 19.° | Decrecimiento | Alemania             | 1075   |
| 20.° | Crecimiento   | Reino Unido          | 882    |

### Béisbol Femenino
| N.º | V             | Selección            | Puntos |
| --- | ------------- | -------------------- | ------ |
| 1   | Sin cambios   | Japón                | 1355   |
| 2   | Crecimiento   | China Taipéi         | 1097   |
| 3   | Sin cambios   | Canadá               | 1029   |
| 4   | Decrecimiento | Estados Unidos       | 1015   |
| 5   | Sin cambios   | Venezuela            | 900    |
| 6   | Crecimiento   | República Dominicana | 717    |
| 7   | Crecimiento   | Cuba                 | 520    |
| 8   | Decrecimiento | Australia            | 509    |
| 9   | Crecimiento   | Puerto Rico          | 371    |
| 10  | Decrecimiento | Corea del Sur        | 364    |
| 11  | Sin cambios   | Hong Kong            | 256    |
| 12  | Decrecimiento | México               | 160    |
| 12  | Decrecimiento | Países Bajos         | 155    |
| 14  | Decrecimiento | Filipinas            | 152    |

## Premios

### Orden de Honor
La Orden de Honor de la WBSC representa el honor supremo otorgado a aquellas personas que han actuado de tal manera que hayan ilustrado los ideales del béisbol / softbol y sus méritos sobresalientes a favor del desarrollo de nuestro deporte y que hayan prestado servicios excepcionales al béisbol / softbol.
| 2016 | Reynaldo González Sánchez · Cuba |
| 2017 | Don E. Porter Estados Unidos     |

### Jugador del año
| 2014 | Ayami Sato Japón             | Yukiko Ueno Japón            |
| 2015 | Shohei Otani Japón           | Sean Cleary · Canadá         |
| 2016 | Loidel Chapelli · Cuba       | Jessica Moore Estados Unidos |
| 2017 | Triston Casas Estados Unidos | Nathan Nukunuku Australia    |

### Entrenador de equipo nacional del año
| 2014 | Koichi Okura Japón              | Reika Utsugi Japón         |
| 2015 | In Sik Kim Corea del Sur        | John Stuart · Canadá       |
| 2016 | Gery Damián · Cuba              | Ken Eriksen Estados Unidos |
| 2017 | Andy Stankiewicz Estados Unidos | Mark Sorenson Australia    |

### Árbitro del año
| 2014 | Maite Bullones · Venezuela     | Hideko Okano Japón        |
| 2015 | Hua Wen Chi República de China | Jose Chaparro Puerto Rico |
| 2016 | Edgar Estivison · Panamá       | Gianluca Magnani · Italia |
| 2017 | Jorge Niebla · Cuba            | Scott McLaren · Canadá    |

### Federación nacional del año
| 2014 | Asociación Checa de Béisbol · República Checa  | Federación Peruana de Sóftbol · Perú                                                                |
| 2015 | Asociación de Béisbol de Hong Kong Hong Kong   | Softball Canadá · Canadá                                                                            |
| 2016 | Federación Mexicana de Béisbol · México        | USA Softball Estados Unidos                                                                         |
| 2017 | Federación Nicaragüense de Béisbol · Nicaragua | Asociación de sóftbol de Botsuana · Canadá · Asociación de sóftbol de Nueva Zelanda · Nueva Zelanda |